# Otto Dorfner
Otto Dorfner (* 13. Juni 1885 in Kirchheim unter Teck; † 3. August 1955 in Weimar) war ein Buchbindermeister und Kunsteinbandgestalter, der nach seiner Berufung durch Henry van de Velde an die Kunstgewerbeschule Weimar dort als Werkstattleiter und Hochschullehrer wirkte. Er gründete eine Fachschule für Buchbinderei und entwickelte einen Stil, der als „Linienstil“ bezeichnet wird.

## Leben
Otto Dorfner wurde am 13. Juni 1885 als achtes von zwölf Geschwistern in Kirchheim (Teck) in Württemberg geboren. Dort absolvierte er 1899 die Realschule mit der Reifeprüfung für den einjährig freiwilligen Militärdienst und 1902 eine Buchbinderlehre. Danach wirkte er sechs Jahre lang in verschiedenen Buchbindereien in Deutschland, bis er 1908 vor der Handwerkskammer in Meiningen seine Meisterprüfung ablegte. Danach arbeitete er in Münster und 1909/1910 in Meiningen. Weitere Studien führten ihn nach Berlin, wo er in der Kunst-Klasse der Buchbinder-Fachschule unter den Lehrern Paul Kersten und Ludwig Sütterlin seine Kenntnisse und Fertigkeiten vervollständigte. Von 1910 bis 1915 war er Lehrer an der Großherzogliche Kunstgewerbeschule in Weimar, die damals von Henry van de Velde geleitet wurde. Das Weimarer Adressbuch 1939/1940 nennt ihn als Professor und Leiter der Thüringischen Landes- und Meisterschule für Handwerker.

## Werk
1914 erhielt Dorfner auf der Internationalen Weltausstellung für Buchgewerbe und Graphik eine Auszeichnung für die Arbeiten seiner Schüler. Auch erhielt er die Goldene Medaille für seine eigenen Arbeiten. Nach dem Ersten Weltkrieg führte er seine Lehrtätigkeit im 1919 neu gegründeten Weimarer Bauhaus fort, doch etablierte er schon 1922 in den Räumen seines eigenen Hauses in der Erfurter Straße eine private Fachschule für kunstgewerbliche Buchbinderei. 1926 wurde er zum Professor für Graphik und Schriftgestaltung an der Hochschule für Handwerk und Baukunst ernannt. 1923 war Otto Dorfner Mitbegründer der Vereinigung Meister der Einbandkunst, deren Vorsitz er ab 1928 hatte.
1930 erfolgten eine Erweiterung seiner privaten Lehranstalt und die Einführung von maschineller Buchbindertechnik. Neben der Lehre trat Dorfner vor allem mit Einbänden für Harry Graf Kesslers Weimarer Cranach-Presse in Erscheinung. Aber auch die Ehrengaben der Stadt Weimar und Thüringens an Joseph Goebbels und Adolf Hitler tragen Dorfner-Einbände; sie bedankten sich 1944, als sie ihn kurz vor Kriegsende in die Gottbegnadeten-Liste des Reichsministeriums für Volksaufklärung und Propaganda aufnahmen. 1936 erhielt Dorfner den Kunst- und Literaturpreis der Stadt Jena, 1937 wurde er auf der Internationalen Weltausstellung in Paris mit dem Grand Prix ausgezeichnet. Den Gutenberg-Ring der Stadt Leipzig erhielt er 1940.
Dorfners Biograph, der Leipziger Innungsmeister Wolfgang Eckhardt, bezeichnet die Hinwendung Dorfners zu Goethes Faust 1946 als „Neues Beginnen“. Tatsächlich sind nur wenige Faust-Einbände aus der Zeit davor bekannt. Demnach entschloss sich Dorfner, auch im Hinblick auf das anstehende Goethe-Jubiläum, alle verfügbaren Faust-Ausgaben, die von 1790 bis zum damaligen Zeitpunkt erschienen waren, mit seinen Einbänden zu versehen. Außerdem fertigte er Einbände für die 143-bändige Weimarer Sophienausgabe von Goethes Werken an. Seine Sammlung kunstvoll eingebundener Faust-Ausgaben wird seit 2011 in der Herzogin Anna Amalia Bibliothek aufbewahrt.
1955 wurde Dorfner mit Walter Klemm und Alexander von Szpinger in Weimar mit der Ausstellung Malerei, Graphik, Buchkunst gewürdigt.
Dorfners Wohnhaus und Werkstatt in Weimar existieren noch weitgehend unverändert und wurden zuletzt als Ausbildungswerkstatt der Kunsthochschule Burg Giebichenstein genutzt. Die Immobilie wurde 2019 an einen Projektentwickler aus Erfurt verkauft.